# Nagłowice
Nagłowice ist ein Dorf in Polen, gelegen in der Woiwodschaft Heiligkreuz, im Powiat Jędrzejowski, in der Gmina Nagłowice. Die Ortschaft ist Sitz der Gmina Nagłowice.
In den Jahren 1954–1972 gehörte das Dorf zur Gromada Nagłowice und war Sitz der Verwaltung. Von 1973 bis 1976 war der Ort Sitz der Gemeinde Nagłowice-Oksa. In den Jahren 1975–1998 gehörte das Dorf verwaltungsmäßig zur Woiwodschaft Kielce.
In Nagłowice lebte und arbeitete eine Zeit lang der „Vater der polnischen Literatur“ – Mikołaj Rej.

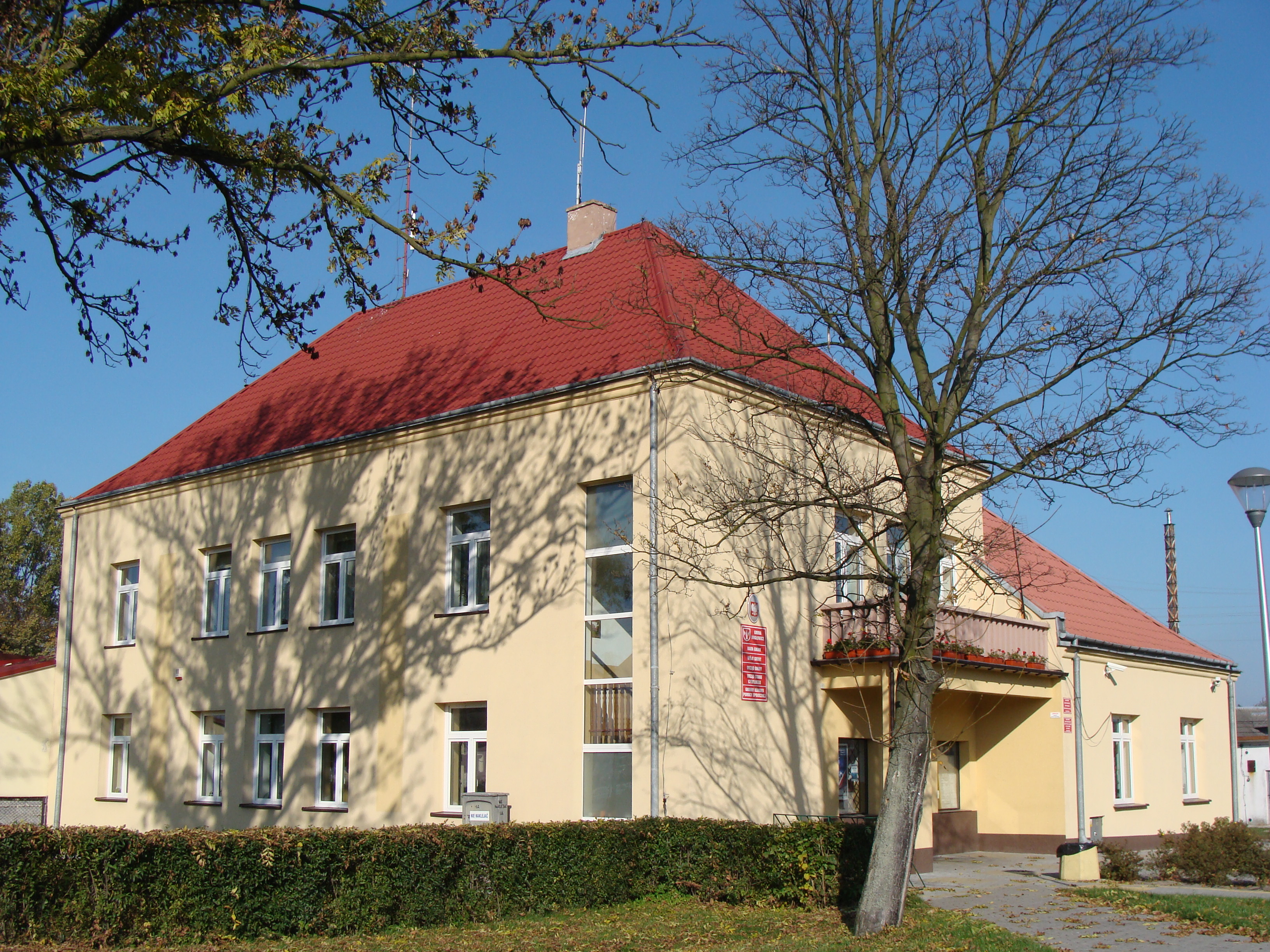
Das Gemeindeamt in Nagłowice

Im Jahr 2021 betrug die Zahl der Einwohner 770.

## Geographie
Das Dorf liegt auf dem Jędrzejów-Hochland, 15 km nordwestlich von Jędrzejów. 4 km nördlich des Ortes fließt der Fluss Biała Nida. In der Gegend gibt es Torflagerstätten und Kalksteinvorkommen.

## Geschichte
Die erste Erwähnung von Nagłowice stammt aus dem Jahr 1269. Zu dieser Zeit verlieh der Fürst Bolesław V. dem Krakauer Wojewoden Sulko drei Hektar Land in Nagłowice und Łątczyn. Sulko gab dieses Land an das Kloster Jędrzejów zurück, im Austausch für Anteile in Krzesławice. Im Jahr 1369 erteilte Kasimir III. Jakub Rechicki aus Nagłowice das Privileg zur Gründung der Stadt Przyrów.

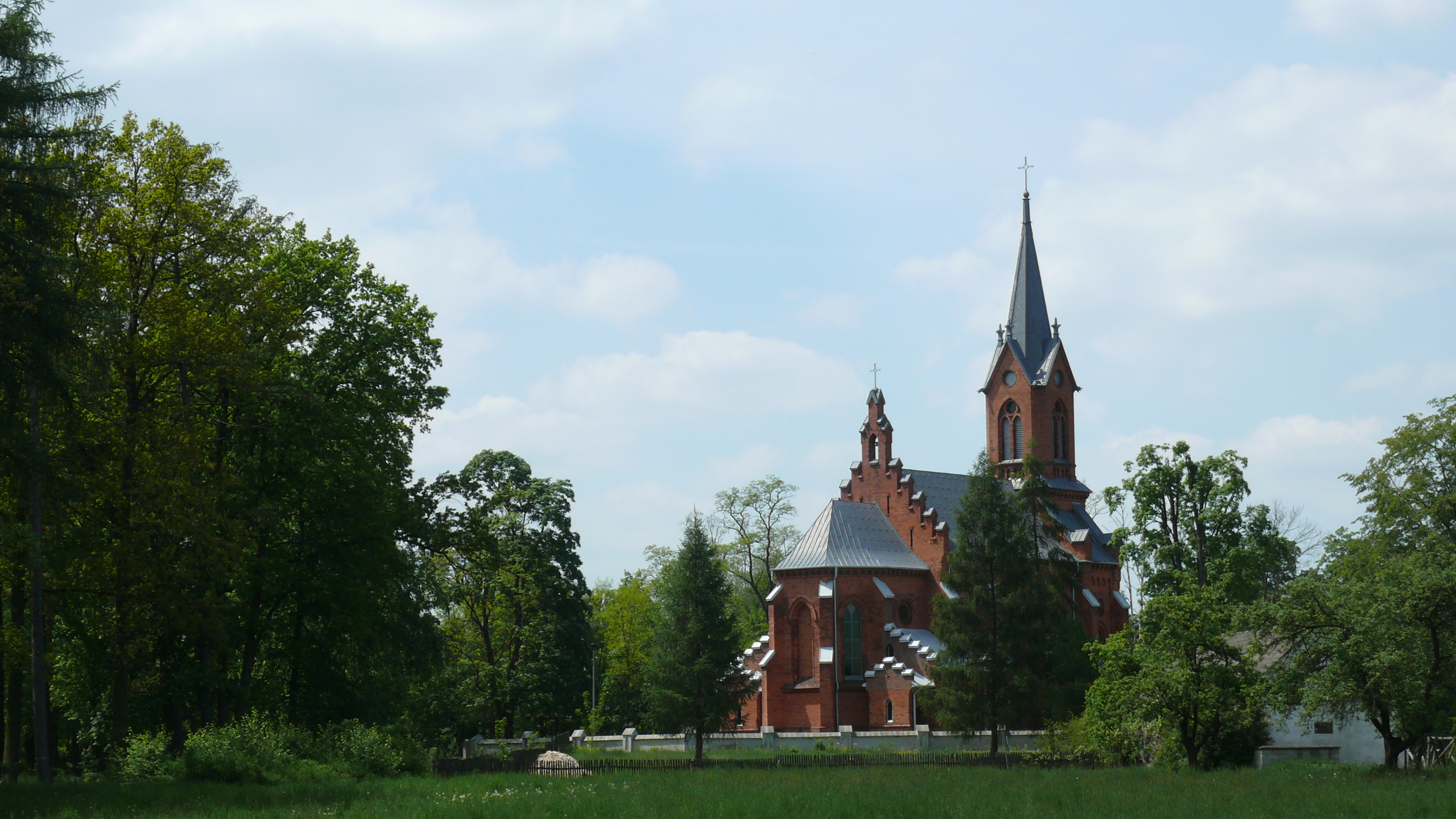
Die Kirche in Nagłowice

Zu Beginn des 15. Jahrhunderts gelangte Nagłowice in den Besitz der Familie Rej. Unter den Kämpfern bei Grunwald erwähnt Jan Długosz Jan Rej aus Nagłowice (Johannes Rey de Naglowycze de armis Okscha). Im Jahr 1434 gehörte das Dorf Jan Rej, dem Richter von Sandomierz. Sein Sohn Mikołaj Rej führte den Namen „Rej aus Nagłowice und Topola“. Im Jahr 1465 nahm er die Dörfer Żerniki und Brzeźno für 1000 rote Złoty als Pfand. Nach seinem Tod vor 1497 fiel das Dorf an seine Frau Barbara und seine Söhne Piotr und Stanisław. Piotr, als Erbe von Nagłowice, wird noch in einer Quelle von 1537 erwähnt. Sein Bruder Stanisław zog nach Ruthenien und ließ sich in Schurawno am Dnister nieder.
Der Sohn von Stanisław war der Dichter Mikołaj Rej, der Nagłowice von seinem Onkel Piotr erbte. In Dokumenten aus dem Jahr 1545 wird er bereits als Erbe von Nagłowice erwähnt. Dieser Ort wurde zum Zentrum von Rejs wirtschaftlicher Tätigkeit. Der Dichter kaufte umliegende Dörfer und gründete 1554 in den Ländereien des Dorfes Tworowa die Stadt Oksza (heute Oksa). Nach dem Tod von Mikołaj erbten seine Söhne das Anwesen. Es ist unklar, wie lange Nagłowice im Besitz der Familie Rej blieb.

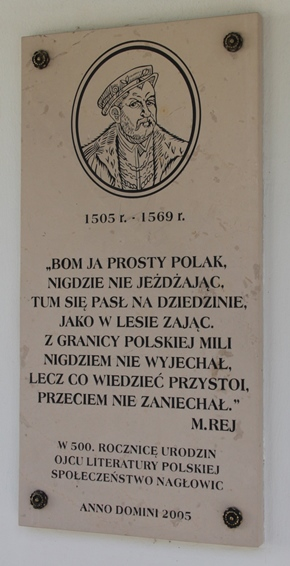
Die Tafel, die zum 500. Jahrestag der Geburt von Mikołaj Rej vom Volk von Nagłowice gestiftet wurde, ist ein Denkmal, das an das bedeutende Erbe des Dichters erinnert.

In der zweiten Hälfte des 15. Jahrhunderts wurde in Nagłowice eine Kirche und eine Pfarrei gegründet. Zwischen 1540 und 1550 wurde die Kirche von Mikołaj Rej in eine calvinistische Gemeinde umgewandelt. Der Bischof Jerzy Radziwiłł erwähnte diese Gemeinde, als er Nagłowice zwischen 1596 und 1598 besuchte. Diese Veränderungen spiegeln die religiösen Umwälzungen wider, die zu dieser Zeit in Polen stattfanden, und verdeutlichen Rejs Einfluss auf die religiöse Landschaft der Region.
Laut den calvinistischen Akten von Kleinpolen war die Gemeinde und der Pastor im Jahr 1629 „bedroht“, und im Sommer 1630 wurde der letzte Pastor an einen anderen Ort versetzt. Daher musste die Rückgabe der Kirche an die Katholiken zu diesem Zeitpunkt erfolgt sein. Im Jahr 1695 verkaufte Bogusław Rej (1646–1700) Nagłowice. Im Jahr 1734 wurde eine neue Holzkirche errichtet. 1784 wurde das Dorf Eigentum der Familie Walewski. 1798 baute Antoni Walewski, der Unterpräfekt von Jędrzejów und später der Gouverneur von Kielce, ein Herrenhaus in Nagłowice und gründete auch einen Park. Nach den Walewski übergingen die Ländereien in den Besitz der Familie Kosicki.
Im Jahr 1827 wohnten hier 364 Menschen, es gab 33 Häuser. Ende des 19. Jahrhunderts gab es im Dorf eine Pfarrkirche, eine Dampf- und eine Wassermühle, eine Brennerei, eine Mühle sowie 45 Häuser.

## Verkehr

### Straßenverkehr
In Nagłowice kreuzen sich die Droga krajowa 78 und die Droga wojewódzka 742.

### Schienenverkehr
In Nagłowice gibt es keinen Bahnhof. Der nächstgelegene Bahnhof befindet sich in Jędrzejów, etwa 10 km östlich von Nagłowice. Jędrzejów liegt an der Bahnstrecke nr 8, die Warschau mit Krakau verbindet.
Włoszczowa liegt ebenfalls relativ nahe bei Nagłowice, etwa 20 km nördlich von Nagłowice. Włoszczowa hat einen eigenen Bahnhof – Włoszczowa Północ, der an der Strecke der zentralen Eisenbahnmagistrale (CMK) liegt.

### Luftverkehr
Der nächstgelegene Flughafen zu Nagłowice ist der Flughafen Johannes Paul II. Krakau-Balice, der etwa 80 km südwestlich von Nagłowice entfernt liegt. Es ist der wichtigste internationale Flughafen in der Region, der Flughafen bietet zahlreiche nationale und internationale Verbindungen.

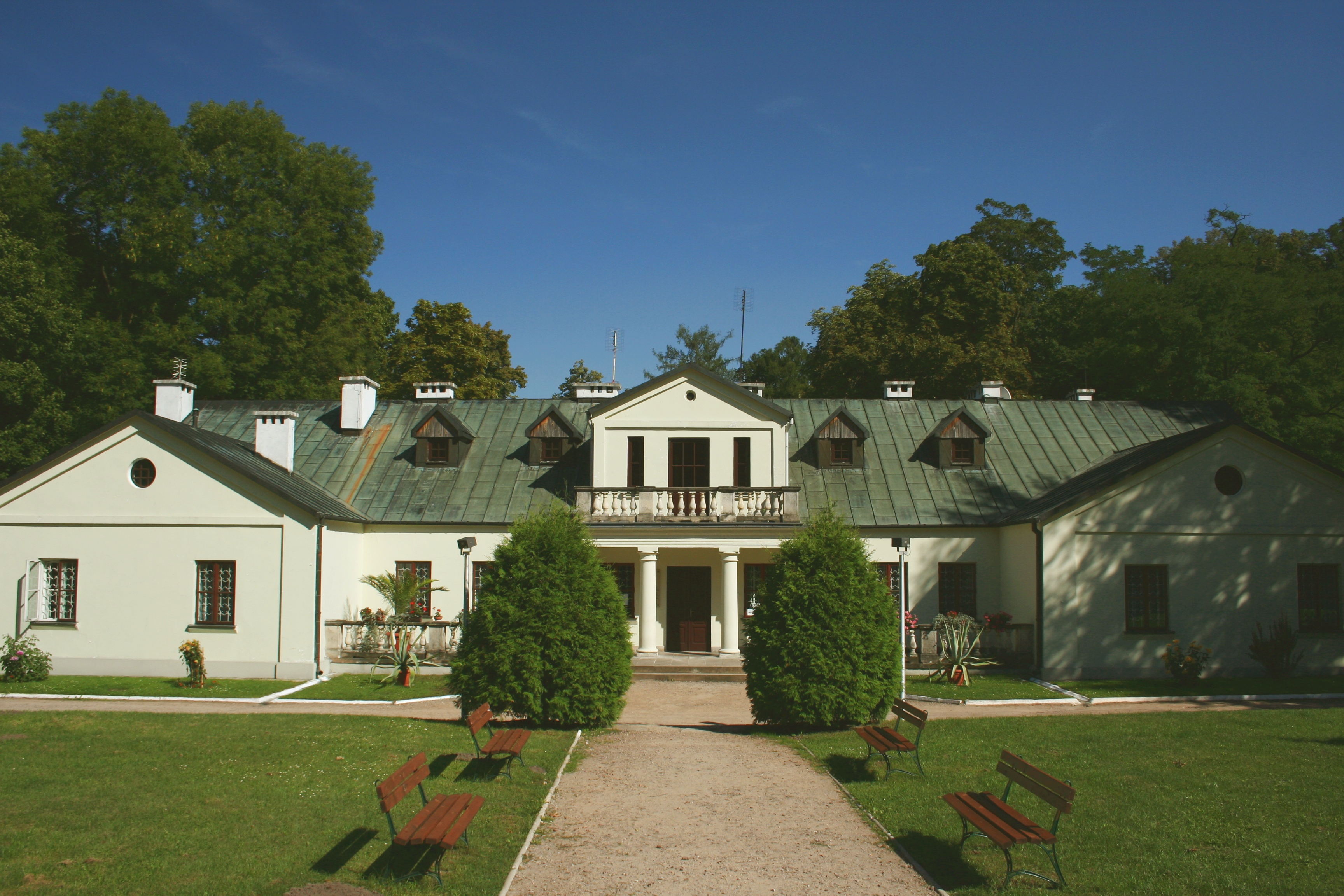
Herrenhaus – Museum von Mikołaj Rej

## Denkmäler
- Das aus Ziegeln erbaute Herrenhaus der Familie Walewski, das nach 1878 errichtet wurde, beherbergt im Inneren das Museum von Mikołaj Rej mit einer Ausstellung, die Kopien von Handschriften sowie zeitgenössische Holzschnitte zeigt, die das Leben und das Werk des Schriftstellers darstellen. Darüber hinaus gibt es eine Bibliothek, ein Internetcafé und Gästezimmer.
- Der englische Park, der an der Schwelle des 17. und 18. Jahrhunderts angelegt wurde, ist aufgrund von fünf alten Eichen, einer kanadischen Tanne, einer grauen Walnuss, Ulmen, Lärchen und den in Polen einzigartigen Gewächsen von besonderem Wert.

Das Herrenhaus und der Park, die als Gesamtheit des Herrenhauses gelten, sind im Register der unbeweglichen Denkmäler eingetragen (Reg.-Nr.: A.122/1-2, vom 15.11.1948, 04.12.1956 und 11.02.1967).

## Sport
In der Ortschaft gibt es den Fußballverein Dąb Nagłowice, der 1983 gegründet wurde.

## Persönlichkeiten
- Mikołaj Rej (1505–1569), polnischer Dichter, Poet und Politiker der Renaissance
- Artur Józef Linowski (1911–1943), polnischer Porutschik der Reserve der polnischen Kavallerie, der Polnischen Streitkräfte im Westen und der Heimatarmee, Fallschirmjäger der Cichociemni

## Bibliographie
- Filip Sulimierski, Bronisław Chlebowski, Władysław Walewski, Słownik geograficzny Królestwa Polskiego i innych krajów słowiańskich, Warszawa 1880, Tom VI, S. 872–873